# Josef von Sternberg
Josef von Sternberg (također Jonas Sternberg, Beč, Austrija, 29. svibnja 1894. - Hollywood, Kalifornija, SAD, 22. prosinca 1969.), bio je austrijsko-američki filmski redatelj. Smatra se jednim od prvih autorskih filmaša, koji se svojim djelima bavio i kao direktor fotografije, scenarist i montažer. Sternbergov je stil utjecao na kasnije redatelje, posebno iz perioda Film noir-a. Posebno se ističu njegova karakteristična Mise en scène, korištenje rasvete i objektiva, te suradnja s glumicom Marlene Dietrich.

## Život i Karijera
Sternberg je rođen kao Jonas Sternberg u židovskoj obitelj u Beču, ali većinu djetinstva proveo je u New Yorku i Lynbrooku u New Jerseyu.
Njegov otac, Moses (Morris) Sternberg, bivši vojnik Austro-ugarske vojske, dvaput je nastojao s obitelji nastaniti se u Sjedinjenim Državama, prije nego što se zaposlio kao radnik.
Sternberg je napustio srednju školu Jamaica u New Yorku, te je radio kao dostavljač (teklič) u skladištu. Kasnije se zaposlio na čišćenju i popravcima filmskih vrpci, te se uskoro našao zaposlen kod Williama A. Bradyja u studijima World Film studios (Fort Lee, New Jersey).
Svoj redateljski debi, ostvario je 1925. filmom The Salvation Hunters, što je prema nekim mišljenjima prvi nezavisni američki film. Charlie Chaplin bio je impresioniran filmom, te je potaknuo Douglasa Fairbanksa i Mary Pickford da otkupe prava. Pickford je također tražila da Sternberg režira film s njom u glavnoj ulozi, ali odbila je prvi scenarij. Chaplin ga je također angažirao da napiše i režira A Woman of the Sea (poznat i kao The Sea Gull), u kojem je glumila njegova bivša ljubav Edna Purviance, ali ni taj film nije realiziran. Postigao je komercijalni uspjeh u Paramountu, nijemim filmovima kasnijeg perioda The Last Command i The Docks of New York, oba zamijećena radi svoje utjecajne fotografije. Također, ostvario je renome nizom ranih gangsterskih filmova, uključujući Underworld (1928.) i Thunderbolt (1929.). 
Nakon Thunderbolta, pretrpio je pad u karijeri, te je prihvatio poziv da snimi film u Njemačkoj. 1929., radio je u Berlinu gdje je režirao silno hvaljenog Plavog Anđela, istovremeno na njemačkoj i engleskoj verziji. Tada je glavnu žensku ulogu dodijelio još nepoznatoj Marlene Dietrich, koja preko noći postaje međunarodnom zvijezdom. Sternberg i Dietrich nastavili su suradnju u još pet filmova: Maroko, Obesčašćena, Shanghai Express, Plava venera, Grimizna carica, i Žena je vrag, što je za oboje bio vrhunac karijere. Grimizna carica, posebno se cijeni svojom atmosferom i sugestivnim zlokobnim produkcijskim dizajnom. 
Macao (1952.) bio je posljednji Sternbergov hollywoodski film. Anatahan, iz 1953., snimljen u Japanu, priča je o grupi japanskih vojnika koji ne žele povjerovati da je drugi svjetski rat završen. Film, kojemu je Sternberg bio redatelj, direktor fotografije, scenarist i narator, imao je samo limitiranu distribuciju, i kao komercijalni promašaj, bio je to njegov posljednji film, premda je hollywoodski film Jet Pilot, pušten u distribuciju 1957., ali snimljen sedam godina ranije dok je bio pod ugovorom s producentom Howardom Hughesom.
Sternberg je umro 1969., u dobi od 75 godina. Napisao je autobiografiju Fun in a Chinese Laundry, čiji naslov potječe iz jedne rane filmske komedije. 

## Izabrana filmografija
- The Salvation Hunters (1925.)
- Underworld (1927.)
- The Last Command (1928.)
- The Docks of New York (1928.)
- Plavi anđeo (1930.)
- Maroko (1930.)
- Obesčašćena (1931.)
- Shanghai Express (1932.)
- Plava Venera (1932.)
- Grimizna Carica (1934.)
- Vrag je žena (1935.)
- Macao (1952.)